# مجموعه جهانی
مجموعهٔ جهانی یا مجموعهٔ مرجع (به انگلیسی: Universal Set) در نظریهٔ مجموعه‌ها (و البته در ریاضیات)، یک مجموعه است که تمام مجموعه‌های دیگر یا اشیائی که می‌خواهیم معرفی کنیم یا روی آن‌ها عملیاتی انجام دهیم باید عضو آن (مجموعهٔ جهانی) باشند. مجموعهٔ جهانی را معمولاً با «U» نشان می‌دهند. مجموعهٔ جهانی می‌تواند مطابق با نیاز، مجموعه‌هایی چون مجموعه اعداد طبیعی، مجموعه اعداد حسابی، مجموعه اعداد صحیح، مجموعه اعداد حقیقی، یک خط، صفحه یا فضا یا ... باشد و در سهولت مشخص کردن مجموعه‌های مختلف بسیار کارا می‌باشد.

البته نه آن که این تعریف به مجموعه‌های بسیار بزرگ محدود شود به عنوان نمونه و از نگاهی دیگر هر مجموعه را می‌توان مجموعهٔ مرجعی برای تمام زیرمجموعه‌هایش خواند.

## مثال
مجموعه اعداد طبیعی ({\displaystyle \mathbb {N} }) را در نظر می‌گیریم. همچنین مجموعه {\displaystyle A} را به شکل روبرو داریم: {\displaystyle \{2,4,6,...,10,12,...\}}
مجموعه {\displaystyle A} زیرمجموعه‌ای از اعداد طبیعی خواهد بود. یعنی هر عضو از {\displaystyle A} عضوی از {\displaystyle \mathbb {N} } نیز به حساب می‌آید. به بیانی دیگر، عضوهای {\displaystyle A} از بین اعضای {\displaystyle \mathbb {N} } انتخاب شده‌اند. پس می‌توانیم {\displaystyle \mathbb {N} } را مجموعه مرجعی برای {\displaystyle A} بدانیم.